# Bridlington
Bridlington är en stad och civil parish i kommunen East Riding of Yorkshire i England, vid Nordsjön norr om Kingston upon Hull. 33 837 invånare (2001).
Bridlington erhöll stadsrättigheter först 1899, men har äldre anor som boplats. På 1100-talet anlades här ett augustinerkloster, vars kyrka ännu står kvar. Staden skadades svårt av tyska bombangrepp 1941. Bridlington är en populär badort.